# カープ選手会ゴルフ
カープ選手会ゴルフ（カープせんしゅかいごるふ）は、広島テレビ放送で放送している正月特別番組である。

## 概要
毎年1月3日夕方に放送される番組で、広島東洋カープの1軍選手がゴルフで競い合う。その他、プロゴルファーによるゴルフ教室コーナーなどがある。
元々は広島テレビでのみ放送していたが、年度により中四国地方の一部NNN系列局で放送している。ただしローカル扱いで放送されるため、放送実施局も年によって変化する。
2007年から一応ハイビジョン番組となっているが、VTRは4:3のままで横にサイドパネルを表示していた。2008年より一部VTRもハイビジョンとなった。

## 放送時間
- 広島テレビ：1月3日、15:00 - 16:30（2022 - 2025年度。JST）
  - 過去（1990年代は）85分間の放送だった。
  - これまでに日本海テレビや四国放送（2007年）、南海放送（2008年）が放送していた。
  - 2025年はBS日テレも1月11日（土曜日）12:00 - 13:25に放送した。
  - 2017年は山口放送（1月22日、15:00 - 15:55）・とちぎテレビ（独立局。1月14日、20:00 - 20:55）が遅れネットで放送。
  - 日本テレビ系列の相当数の局で上記の時間帯に放送している『市川海老蔵にござりまする』→『成田屋に、ござりまする。』は、2022・2023年度は、翌1月4日の11:55 - 13:25での遅れネットとし、2024年・2025年は放送しなかった。

## 出演者
- 広島東洋カープ選手

進行役
- 藤村直己・田坂るり（2007年）
- 森拓磨・田坂るり（2008年）
- 森拓磨・小倉星羅（2009年 - 2011年）
- 長野正実・西名みずほ（2012年 - 2015年）
- 長野正実・有田優理香（2016年）
- 佐竹佑一（ボールボーイ）・有田優理香（2017年）
佐竹以外はいずれも広島テレビアナウンサー。